# Селиванов, Николай Михайлович
Николай Михайлович Селиванов — советский хозяйственный деятель.

## Биография
Родился в 1906 году в селе Узянское. Член КПСС.
Окончил Уральский политехнический институт.
В 1924—1926 гг. — машинист крана в прокатном цехе на Белорецком металлургическом заводе Башкирской АССР.
В 1931—1935 гг. — старший инженер на строительстве мартеновского цеха, в 1935—1949 гг. — начальник металлографической лаборатории, в 1949—1958 гг. — заместитель начальника ЦЗЛ, начальник технического отдела, в 1958—1969 гг. — начальник Центральной заводской лаборатории Магнитогорского металлургического комбината.
За разработку технологии и освоение производства броневой стали был в составе коллектива удостоен Сталинской премии 1941 года.
Умер в 1992 году в Магнитогорске.

## Награды
- Орден Ленина (1954)
- Орден Трудового Красного Знамени (1943, 1949, 1961)
- Орден Знак Почёта (1966)